# Syzygium seemannii
Syzygium seemannii là một loài thực vật có hoa trong Họ Đào kim nương. Loài này được (A.Gray) Biffin & Craven mô tả khoa học đầu tiên năm 2005.